# Déploration du Christ (Dürer)
La Déploration du Christ  est le titre de deux peintures et de plusieurs gravures sur bois du peintre allemand de la Renaissance Albrecht Dürer.
Dans le cycle de la Passion, la descente de la croix est suivie d’une période de deuil appelée la Déploration du Christ (ou la Lamentation du Christ). 

## Déploration du Christ(Musée des beaux-arts du Canada)
Cette gravure sur bois sur papier vergé a été réalisée vers 1498, et conservée sous le no  d'inventaire  2924.
Dürer situe la scène juste avant l’ouverture du Saint-Sépulcre, à droite. Les personnages sont en pyramide autour du corps du Christ. Jean l’évangéliste a la tête du Christ sur les genoux et Marie tient sa main. Les cheveux de Marie de Magdala sont relevés par un bandeau. Elle lève les bras au ciel. Le paysage est un paysage d'Europe du Nord avec des rochers escarpés. Jérusalem est visible à l’arrière-plan au bord d’une rivière.

## Déploration du Christ(British Museum)
Cette gravure sur bois de fil a été réalisée entre 1495 et 1498.

## Déploration du Christ(Nuremberg)
L'œuvre a été réalisée pour la chapelle de la famille de Karl Holzschuher dans l'église Saint-Jean à Nuremberg. Le monogramme de Dürer figure dans le coin du linceul blanc de Jésus mais il est généralement considéré comme apocryphe.
Le centre du tableau est occupé par le corps de Jésus, porté par Jean. Marie, Nicodème et une femme pieuse se lamentent.  Marie de Magdala et Joseph d'Arimathie se tiennent derrière portant les baumes destinés à la préparation du corps. En bas, sont figurés la couronne d'épines et le blason des donateurs des familles Holzschuher et Grüber.
Le paysage en arrière-plan montre le calvaire, où a eu lieu la Crucifixion. Les Deux Larrons sont encore sur leur croix. Au centre on distingue une ville avec une rivière et sur la droite un mont rocheux avec le sépulcre.

## Déploration du Christ(Munich)
L'œuvre a été commandée par l'orfèvre Jakob Glimm en mémoire de sa première femme, Margaret Holzmann, décédée en 1500.
Le tableau représente Jésus mort, tenu par Nicodème et entouré de femmes pieuses, dont Marie, âgée et désemparée. Sur la droite, les trois personnages debout sur la diagonale sont (à partir d'en haut) : Jean, Marie de Magdala et Joseph d'Arimathie. Les deux derniers tiennent les vases contenant les baumes utilisés pour préparer le corps avant la mise au tombeau.

## Source
- Costantino Porcu "Dürer" Rizzoli, Milan,2004